# 石川道成
石川 道成（いしかわ の みちなり、生没年不詳）は、平安時代初期の貴族。姓は朝臣。官位は従五位下・周防守。

## 経歴
従五位下に叙爵の後、延暦18年（799年）左京亮に任官する。桓武朝末の延暦25年（806年）上総介として地方官に遷るが、任期中に上総大掾千葉国造・大私部善人とともに犯罪を犯したとして位記を没収される。平城朝末の大同4年（809年）永年に亘って官人として勤めてきた功績を憐れんで、道成は従五位下、大私部善人は外従五位下の本位を授けられた。
弘仁元年（810年）薬子の変終結後に周防守に任ぜられている。

## 官歴
『日本後紀』による。
- 時期不詳：従五位下
- 延暦18年（799年） 9月10日：左京亮
- 延暦25年（806年） 正月28日：上総介
- 時期不詳：官位剥奪
- 大同4年（809年） 3月2日：授本位（従五位下）
- 弘仁元年（810年） 10月2日：周防守